# Shangani (rivière)

Bassin versant de le Gwayi avec le Shangani (en centre)

La Shangani est une rivière du Zimbabwe qui prend sa source près de Gweru, et dont le lit traverse les provinces des  Midlands et du Matabeleland  nord.
Pendant la Première Guerre ndébélé, la Shangani est le théâtre d'une bataille le 25 octobre 1893 et du massacre de la Patrouille du major Allan Wilson le 4 décembre suivant. 

## Référence
- (en) Cet article est partiellement ou en totalité issu de l’article de Wikipédia en anglais intitulé « Shangani River » (voir la liste des auteurs).